# Carex cephaloidea
Espèce
Classification phylogénétique
Carex cephaloidea est une espèce de plantes du genre Carex et de la famille des Cyperaceae.